# The Handmaid's Tale : La Servante écarlate
Pour les articles homonymes, voir The Handmaid's Tale.
Cet article concerne la série télévisée. Pour le roman de Margaret Atwood, voir La Servante écarlate. Pour le film de Volker Schlöndorff, voir La Servante écarlate (film).
The Handmaid's Tale : La Servante écarlate (The Handmaid's Tale) est une série télévisée américaine en 66 épisodes d'environ 55 minutes créée par Bruce Miller, diffusée simultanément du 26 avril 2017 au 27 mai 2025 sur la plate-forme de vidéo à la demande Hulu,, aux États-Unis et sur Bravo! et CraveTV au Canada. Elle est l'adaptation du roman La Servante écarlate écrit par Margaret Atwood en 1985.
En France, la série est diffusée depuis le 27 juin 2017 sur OCS Max, depuis le 30 septembre 2018 sur TF1 Séries Films, elle est également disponible sur Prime Video, au Québec depuis le 19 septembre 2017 sur le Club Illico, et sur VRAK TV depuis le 17 février 2020, en Belgique depuis le 22 octobre 2017 sur Proximus TV et depuis le 8 janvier 2020 sur La Trois, ainsi que sur les plateformes numériques Auvio et Amazon Prime Video, en Suisse depuis le 24 septembre 2018 sur RTS Un.

## Résumé
Dans un futur proche, la combinaison de pollution environnementale et de maladies sexuellement transmissibles a entraîné une baisse dramatique de la fécondité, qui a pour conséquence un taux de natalité extrêmement bas. Les « Fils de Jacob », une secte politico-religieuse protestante de type restaurationniste et aux accents fondamentalistes, en a profité pour prendre le pouvoir, en détruisant la Maison-Blanche, la Cour suprême et le Congrès lors d'un coup d'État. Une partie des citoyens américains survivants, ayant échappé à l'emprisonnement, se sont réfugiés au Canada, et un gouvernement en exil a été formé à Anchorage.
Dans cette version dystopique et totalitaire de la république de Gilead, les dissidents, les homosexuels, les prêtres catholiques ainsi que toute personne enfreignant les dures règles imposées (ou soupçonnée de le faire) sont condamnés à mort, par pendaison. Les déficients mentaux ont été éliminés. De très nombreuses analogies avec le régime hitlérien, le Troisième Reich, aussi bien que le régime soviétique communiste, les épisodes historiques d'épuration ethnique et les camps de la mort, sont perceptibles au fil des différentes saisons. Des éléments de la dictature en place sont directement inspirés par la dictature en Argentine, avec ses bébés volés et celle de Pinochet.
Les relations femmes-hommes obéissent dorénavant à des règles très strictes. Le pouvoir est totalement aux mains des hommes. Une élite occupe les fonctions de commandement, au sein de ce régime, tandis que les autres servent celui-ci, notamment au sein d'une milice omniprésente.
Les femmes ont été déchues de leur statut de citoyennes à part entière. Elles ne peuvent ni travailler, ni posséder d'argent, ni être propriétaires, ni lire, ni écrire. Elles sont toutes placées sous une surveillance quasi permanente. Elles sont d'autre part catégorisées et hiérarchisées, selon leur « fonction » :
- les épouses (vêtues de bleu ou de vert) sont les conjointes des dirigeants et hauts responsables (les commandants) : elles ne travaillent pas, tiennent la maison, assistées par les marthas, font de la couture ou de la broderie, et se rendent visite les unes les autres. Elles sont officiellement les mères de tout enfant apparaissant dans la maisonnée ;
- les tantes (en tenue brune) sont des fonctionnaires chargées de former, de gérer et de surveiller les servantes de façon stricte et rigide ; elles peuvent faire preuve de perversité et de sadisme ;
- les servantes (vêtues de rouge écarlate) ne servent qu’à la reproduction : elles sont affectées à des couples de la caste dirigeante, et sont violées chaque mois rituellement par le mari, en collaboration avec l'épouse (au cours de la « cérémonie »), jusqu'à ce qu'elles soient enceintes et mettent au monde les enfants tant désirés ; elles ne sont pourtant (au regard du système-même de Gilead) considérées ni comme des esclaves sexuelles, ni comme des prostituées ; leur seule autre activité est de faire quotidiennement les courses pour les marthas, toujours par groupe de deux ;
- les éconofemmes sont les conjointes des hommes de la classe moyenne, et elles travaillent principalement dans les blanchisseries ;
- les marthas (en gris) s'occupent de la maisonnée d’un commandant et de son épouse ; elles sont aussi au service des servantes ;
- les jézabels sont uniquement vouées à la prostitution, celle-ci se déroulant exclusivement dans un établissement très discret spécifiquement destiné aux commandants ; il s'agit d’une activité clandestine illégale. Les jézabels n'ont pas de statut officiel car ni la prostitution ni l'établissement lui-même ne sont censés exister.

La série suit le parcours de June Osborne, une femme enlevée lors du coup d'État qui a imposé une théocratie rigide et brutale, devenue servante sous le nom de Defred (car au service du commandant Fred Waterford) puis de Dejoseph (car au service de Joseph Lawrence). Sa fille Hannah lui a été arrachée par le nouveau régime, mais son époux a pu fuir et se réfugier au Canada.

## Distribution

### Acteurs principaux
|                                                                                             |  |  |
| Les actrices Elisabeth Moss et Yvonne Strahovski tiennent les rôles principaux de la série. |  |  |

- Elisabeth Moss (VF : Anne Dolan) : June Osborne / Dejoseph / Defred
- Joseph Fiennes (VF : Sylvain Agaësse) : le commandant Fred Waterford (saisons 1 à 4)
- Yvonne Strahovski (VF : Marie Diot) : Serena Joy Waterford
- Alexis Bledel (VF : Noémie Orphelin) : Emily Malek / Deglen / Desteven / Dejoseph (saisons 1 à 4)
- Madeline Brewer (VF : Sandra Valentin) : Janine Lindo / Dewarren / Dedaniel
- Samira Wiley (VF : Laura Zichy) : Moira Strand / Ruby
- Ann Dowd (VF : Anne Plumet) : Tante Lydia / Lydia Clements
- O. T. Fagbenle (VF : Namakan Koné) : Luke Bankole
- Max Minghella (VF : Benjamin Gasquet) : Nick Blaine
- Amanda Brugel (VF : Valérie Decobert) : Rita Blue (saisons 2 à 6, récurrente saison 1)
- Bradley Whitford (VF : Nicolas Marié) : Commandant Joseph Lawrence[12] (saisons 3 à 6, invité saison 2)
- Sam Jaeger (VF : Alexis Victor) : Mark Tuello (saison 4 à 6, récurrent saison 3, invité saison 2)

### Acteurs récurrents
Actuels
- Stephen Kunken (VF : Patrick Béthune puis Loïc Houdré) : Commandant Warren Putnam
- Jonathan Watton (VF : Constantin Pappas) : Commandant Calhoun (depuis la saison 3)
- Mckenna Grace (VF : Maryne Bertieaux) : Esther Keyes (saison 4 et 5)
- Zawe Ashton (VF : Fily Keita) : Oona (saison 4)
- Jeananne Goossen (VF : Alice Taurand) : Tante Ruth (saison 4)

Anciens
- Tattiawna Jones (en) (VF : Pauline De Meurville) : la deuxième Deglen / Lillie (saison 1, invitée saison 2)
- Jordana Blake (VF : Clara Soares) puis (VF : Jennifer Fauveau) : Hannah Osborne-Bankole (saison 1 et 2, invitée saisons 3 et 4)
- Jenessa Grant (VF : Adeline Chetail) : Desamuel / Dolores (saison 1 et 2, invitée saison 3)
- Robert Curtis Brown (VF : Jean-François Aupied) : Andrew Pryce (saison 1 et 2)
- Sydney Sweeney (VF : Clara Quilichini) : Eden Spencer-Blaine[13] (saison 2)
- Greg Bryk (VF : Laurent Morteau) : Ray Cushing (saison 2)
- Rohan Mead (VF : Nicolas Duquenoy) : Isaac (saison 2)
- Julie Dretzin (VF : Ariane Deviègue) : Eleanor Lawrence (saison 3, invitée saison 2)
- Ashleigh LaThrop (VF : Déborah Claude) : DeMatthew (saison 3)
- Christopher Meloni (VF : Jérôme Rebbot) : Commandant George Winslow (saison 3)
- Elizabeth Reaser (VF : Barbara Delsol) : Olivia Winslow (saison 3)
- Clea DuVall (VF : Audrey Sourdive) : Sylvia[14] (saison 3, invitée saison 2)
- Ever Carradine (VF : Marie Chevalot) : Naomi Putnam (saisons 1 à 3, invitée saison 4)
- Kristen Gutoskie (VF : Catherine Desplaces) : Beth (saison 3, invitée saisons 1 et 4)
- Sugenja Sri (VF : Fanny Vambacas) : Sienna (saison 3, invitée saison 4)
- Nina Kiri (VF : Flora Kaprielian) : Alma (saisons 1 à 4)
- Bahia Watson (VF : Léa Gabriele) : Brianna (saisons 1 à 4)

### Invités
- Marisa Tomei (VF : Sybille Tureau) : Madame O'Conner[15] (saison 2)
- Cherry Jones (VF : Sylvie Genty) : Holly Osborne[16] (saison 2)
- Rebecca Rittenhouse (VF : Nathalie Bienaimé) : Odette (saison 2)
- Karen Glave (VF : Celine Melloul) : Dr Hodgson (saison 2)
- Andy McQueen (VF : Nessym Guetat) : Dr Epstein (saison 2)
- Catherine De Sève : Madame Allston (saison 3)

Version française par le studio de doublage Deluxe Media Paris, sous la direction de Ninou Fratellini et une adaptation de Margaux Didier et Hélène Kempeneers,
 Source et légende : version française (VF) sur RS Doublageet Doublage Séries Database

## Production

### Développement
Le site web de vidéo à la demande Hulu annonce le projet en avril 2016, avec l'actrice Elisabeth Moss dans le rôle principal. Adapté du roman éponyme de Margaret Atwood, La Servante écarlate, publié en 1985, la série est créée par Bruce Miller, qui en est également producteur exécutif, avec Daniel Wilson, Fran Sears, et Warren Littlefield (en).
Margaret Atwood est productrice et consultante sur le projet, notamment sur les parties du synopsis qui extrapolent le roman, ou le modernisent. Elle fait également une apparition courte dans le tout premier épisode. En juin 2016, Reed Morano a été désignée comme la réalisatrice de la série.
La première bande-annonce a été diffusée par Hulu sur YouTube le 23 mars 2017.
Le 3 mai 2017, la série a été renouvelée pour une deuxième saison, qui est diffusée en 2018. Le récit du roman ayant été l'objet de la première saison, ce sont des développements inédits de l'univers de la série qui seront abordés. Récurrente durant la première saison, Amanda Brugel est promue à la distribution principale.
Le 2 mai 2018, Hulu renouvelle la série pour une troisième saison.
Le 26 juillet 2019, Hulu renouvelle la série pour une quatrième saison.
Le 10 décembre 2020, Hulu renouvelle la série pour une cinquième saison avant même la diffusion de la quatrième.
Le 8 septembre 2022, Hulu renouvelle la série pour une sixième et dernière saison avant même la diffusion de la cinquième.

### Attribution des rôles
Les acteurs Samira Wiley, Max Minghella et Ann Dowd ont rejoint la distribution en juillet 2016, tandis que Joseph Fiennes, Madeline Brewer et Yvonne Strahovski faisaient de même en août 2016, suivi par O. T. Fagbenle et Amanda Brugel en septembre. Ever Carradine rejoint la distribution en octobre et Alexis Bledel en janvier 2017.

### Tournage
Le tournage de la première saison s'est déroulé à Toronto, Mississauga, Hamilton et Cambridge, en Ontario entre septembre 2016 et février 2017.

## Épisodes

### Première saison (2017)
La première saison est composée de dix épisodes.
1. Defred (Offred)
2. Jour de naissance (Birth Day)
3. Retard (Late)
4. Nolite Te Salopardes Exterminorum (Nolite te bastardes carborundorum)
5. Fidèle (Faithful)
6. La Place d'une femme (A Woman's Place)
7. De l'autre côté (The Other Side)
8. Chez Jézabel (Jezebel's)
9. Le Pont (The Bridge)
10. Nuit (Night)

### Deuxième saison (2018)
Composée de treize épisodes, la saison est diffusée depuis le 25 avril 2018.
1. June (June)
2. Antifemmes (Unwomen)
3. Fardeau (Baggage)
4. Les Autres Femmes (Other Women)
5. Unions (Seeds)
6. Premier Sang (First Blood)
7. Après (After)
8. L'Ouvrage des femmes (Women's Work)
9. Diplomatie (Smart Power)
10. Dernière Cérémonie (The Last Ceremony)
11. Holly (Holly)
12. Postpartum (Postpartum)
13. Le Mot (The Word)

### Troisième saison (2019)
Composée de treize épisodes, la saison est diffusée à partir du 5 juin 2019.
1. Nuit (Night)
2. Mary et Martha (Mary and Martha)
3. Méfiance (Useful)
4. Dieu bénisse l'enfant (God Bless the Child)
5. Numéro inconnu (Unknown Caller)
6. Ménage (Household)
7. Sous son œil (Under His Eye)
8. Inapte (Unfit)
9. Héroïsme (Heroic)
10. Témoin (Witness)
11. Mensonges (Liars)
12. Sacrifice (Sacrifice)
13. Alerte (Mayday)

### Quatrième saison (2021)
Cette saison de dix épisodes est diffusée à partir du 28 avril 2021.
1. Porcs (Pigs)
2. Belladone (Nightshade)
3. Le Passage (The Crossing)
4. Lait (Milk)
5. Chicago (Chicago)
6. Vœux (Vows)
7. Retrouvailles (Home)
8. Témoignage (Testimony)
9. Progrès (Progress)
10. Sauvage (The Wilderness)

### Cinquième saison (2022)
Cette saison de dix épisodes est diffusée à partir du 14 septembre 2022 sur Hulu.
1. Matin (Morning)
2. Ballet (Ballet)
3. Frontière (Border)
4. Chère Defred (Dear Offred)
5. Conte de fées (Fairytale)
6. Ensemble (Together)
7. No Man's Land (No Man's Land)
8. Patrie (Motherland)
9. Allégeance (Allegiance)
10. En sécurité (Safe)

### Sixième saison (2025)
Cette sixième et dernière saison de dix épisodes est diffusée à partir du 8 avril 2025 sur Hulu,.
1. Train (Train)
2. Exil (Exile)
3. Dévotion (Devotion)
4. Promotion (Promotion)
5. Janine (Janine)
6. Surprise (Surprise)
7. Éclaté (Shattered)
8. Exode (Exodus)
9. Exécution (Execution)
10. La Servante écarlate (The Handmaid's Tale)

## Univers de la série

### Personnages

#### Principaux
June (ou Defred ou Dejoseph)
Au moment du renversement de pouvoir, June, Luke et leur fille Hannah sont aidés par M. Whitford, un homme qui connaissait la mère de June, et qui les laisse dans une cabane isolée dans les bois, pendant qu'il leur fournit des documents leur permettant de s'enfuir au Canada. Plus tard, un chasseur local leur dit que Whitford a été attrapé et pendu, et les aide à franchir la frontière. Cependant, ils sont arrêtés sur la route, et séparés.
June, fertile, sera servante, Hannah a été confiée à une famille de Commandant, et Luke parviendra seul à rejoindre le Canada.
D'abord assez résigné, le personnage se révolte progressivement contre le régime mis en place. Cet aspect différencie la série du livre, dans lequel Defred ne participe à aucun acte de résistance active.
Au cours de la saison 1, on découvre comment June est devenue servante : après un long parcours de « triage », elle effectue d’abord un passage au Centre Rouge — centre de formation des servantes — où elle et sa meilleure amie Moira attaquent la tante Elizabeth, afin de tenter de s'échapper, par le train pour Boston. Moira parvient à monter dans ce train, mais sans June, avec l'approbation tacite de cette dernière.
Par la suite, June sera sévèrement punie, puis finalement affectée dans la maison du commandant Fred Waterford et son épouse Serena, et lui sera attribué le nom de Defred (= celle de Fred, sa servante attitrée).
Elle se plie aux contraintes de sa nouvelle existence, dans l'espoir de survivre, et conserve un maigre espoir de retrouver sa fille Hannah.
Rapidement, le commandant convoque June à lui rendre régulièrement visite le soir dans son bureau, pour des parties de Scrabble, et pour discuter. Voyant les « cérémonies » passer sans aucun succès de conception , Mme Waterford suggère à June d'avoir des relations avec le chauffeur Nick, pour enfin tomber enceinte. Pensant que cet acte la sauvera peut-être, June accepte, puis finalement entame une relation passionnée avec Nick.
Le commandant Waterford finit par emmener June avec lui chez Jezabel, une maison close (tout à fait clandestine et illégale) où les femmes sont donc spécifiquement dédiées à la prostitution.
June y retrouve sa meilleure amie Moira, qui y est prostituée.
Commence ensuite le premier acte de June dans le groupe de résistance Mayday : elle est chargée de récupérer un paquet, chez Jezabel. Elle demande alors sa collaboration à son amie Moira, qui refuse puis finalement le lui fait livrer, par un boucher, avant de réussir à prendre la fuite.
Lorsque Serena apprend les escapades au bordel, elle exige de June qu’elle se soumette à un test de grossesse, lequel va s'avérer positif. Elle l'emmène à l'endroit où Hannah vit maintenant, mais en la contraignant à la regarder de loin, en restant enfermée dans la voiture, incapable d'attirer l'attention de sa fille. Serena avertit June que Hannah sera sauve tant que l'enfant à naître sera en sécurité.
June est ensuite envoyée à un rituel, pour exécuter Janine, une servante qui a tenté de se suicider avec son bébé. Une à une, les servantes refusent d’exécuter cette mise à mort de leur collègue, et une fois de retour chez elle, June est embarquée par une camionnette noire, pour une destination inconnue.
Au début de la saison 2, June et d'autres servantes sont emmenées au Fenway Park, où tout a été préparé pour leur propre pendaison. Cela s'avère être un procédé pervers pour les terroriser, et les remettre dans le droit chemin.
De retour chez les Waterford, June refuse de se nourrir, ce qui conduit Tante Lydia à lui montrer l’exemple d’une autre servante enceinte, qui a été emprisonnée sous haute surveillance en isolement, jusqu’à son accouchement, enchaînée dans une salle, en raison d'une tentative de suicide. Par la suite, June reprendra une vie normale jusqu'à son examen à la clinique. Là-bas, elle trouve une clé qui lui permet de s'échapper. Elle retrouve Nick qui organise la suite de son évasion et sera conduite au siège (abandonné) du Boston Globe afin d'y passer plusieurs semaines le temps que la traque se relâche. Elle construira un mémorial pour les victimes exécutées du journal. Elle finit par être déplacée dans un appartement où vit une famille anciennement musulmane. Alors que ceux-ci s'absentent et ne reviennent pas, June craint qu'ils aient été découverts et sort dans la rue vêtue comme l'éconofemme afin d'atteindre l'aérodrome et aller dans l'avion qui était destiné à la faire s'évader au Canada. Malheureusement, l'avion est mitraillé par la milice d'état et elle sera capturée avant de s'envoler. Tante Lydia lui apprendra le sort de la famille chez qui elle a été hébergée, et June se sentira responsable. Elle va devenir une servante discrète, obéissante, déprimée et laisser tomber sa participation à Mayday. Alors que Nick signale l'état de la servante, Serena et Fred décident de le marier pour le détourner de June. Celle-ci va alors tenter de se suicider et est retrouvée inconsciente, en sang dans le jardin, probablement après avoir sauté de la fenêtre. Sauvée, elle promettra à son futur bébé de le soustraire à Gilead. De retour à la maison, Eden, la très jeune épouse de Nick, se confie à elle : devant le refus de Nick d'avoir des relations sexuelles avec elle, elle commence à l'imaginer homosexuel. June va alors demander à ce dernier de sauver la face et d'avoir un minimum de relations avec son épouse, pour éviter des soupçons qui pourraient avoir de très dangereuses conséquences. Nick lui révèle alors pour de bon ses sentiments amoureux. June a ensuite aidé Serena à compléter le travail de Fred pendant quelques mois alors qu'il est trop faible pour le faire lui-même à la suite de l'attaque à la bombe du centre. Quand Fred découvre que Serena a imité sa signature sur un ordre de transférer temporairement un médecin, il punit Serena à coups de ceinture et June est obligée de regarder. Serena rejette plus tard l'offre d'amitié de June. La naissance approchant, June décide de baptiser officieusement le bébé Holly (le nom de sa grand-mère) et choisit Rita, la martha de la maisonnée, comme marraine. Sur une idée de Serena, afin de provoquer rapidement la naissance, Fred viole encore une fois June avec Serena l'y aidant en la retenant. Fred va ensuite s'arranger avec Nick pour qu'il emmène discrètement June dans une maison vide pour une courte visite avec Hannah, qui s'appelle maintenant Agnes. Après qu'elles soient de nouveau séparées, des Gardiens arrivent à l'improviste et emmènent Nick, June restant cachée dans la maison isolée. Elle va tenter de s'échapper à plusieurs reprises mais la présence de loups à proximité immédiate lui interdit une fuite à pied. Elle ne peut pas non plus prendre de voiture, les portes de garage étant complètement bloquées par la glace. Épuisée et souffrante, elle s'allonge devant un feu de cheminée et finit par s'évanouir. Après des contractions douloureuses, elle finit par accoucher sur place, seule. Elle sera finalement sauvée, mais chassée de chez les Waterford. Comme June ne parvient pas à avoir assez de lait, Tante Lydia s'arrange pour qu'elle soit de nouveau acceptée chez les Warteford, pour la santé du bébé qui se prénomme désormais Nichole. Un incendie se déclenche dans la maison et accapare l'attention de la sécurité. Rita annonce alors à June qu'avec d'autres Marthas, elle a planifié son évasion, avec sa fille. Prenant Holly avec elle, June traverse le jardin mais se fait surprendre par Serena. La Servante convainc l'Épouse de la laisser partir avec le bébé, pour que celui-ci puisse avoir une vie meilleure qu'à Gilead. June et Emily sont finalement réunies à la sortie de la ville Au dernier moment, June confie son bébé à Emily. Lui demandant de l'appeler Nicole, en honneur du nom choisi par Serena, elle préfère rester à Gilead afin de poursuivre ses démarches pour retrouver et sauver Hannah.
Dans sa vie d'avant, June travaillait dans une maison d'édition. Elle rencontre son mari Luke alors qu'il est encore marié. Ils entament une relation puis Luke quitte sa femme pour vivre pleinement son amour avec June. Ils ont eu une petite fille prénommée Hannah qui a failli être kidnappée à la naissance. Sa marraine est Moira, la meilleure amie de June. Nous découvrons plus tard des moments qui montrent que June et Luke sont des parents actifs et que certains ont du mal à comprendre qu'ils délaissent leur enfant pour se consacrer à leur vie privée et professionnelle. La mère de June, Holly, était une militante lesbienne activiste pour la cause des femmes.
Serena Joy Waterford
Un flashback détaille la vie de Serena et Fred aux débuts du mouvement de Gilead quand Serena était une activiste culturelle conservatrice avec une passion et une intelligence égale à celle de son mari. Serena Joy a écrit un livre sur ses croyances, intitulé La Place d'une femme. Cependant, après la prise de contrôle, elle est complètement exclue de la nouvelle planification du gouvernement et accepte son nouveau rôle limité dans la société qu'elle a aidé à créer. On voit une copie de son livre être jetée à la poubelle. Elle a été écartée des sphères décisionnelles du fait de son sexe ; les femmes de Gilead classées comme Épouses devant s'atteler uniquement à la tenue de leur foyer. Dans un flashback, il est suggéré qu'elle ne puisse enfanter car elle a reçu un coup de feu dans le ventre lors d'une conférence ayant mal tourné, peu de temps avant le coup d'État.
Dans la saison 1, Serena est très froide avec June et semble être dépourvue de tout sentiment envers elle. Plusieurs fois, elle va la gifler ou tenter de l'étrangler. Son comportement changera lorsqu'elle la découvrira enceinte, d'autant plus que Gilead considère la Servante enceinte comme sacrée. Serena montre en permanence un comportement très ambigu envers June. Tantôt distant comme le régime de Gilead l'exige, tantôt compréhensif voire amical, parfois violent voire haineux, le personnage oscille par périodes entre proximité et détestation. Il en est de même avec son mari, que souvent elle admire, et que parfois elle méprise. Elle souffre de ne pouvoir enfanter, mais aussi de ne plus avoir la possibilité d'écrire des livres. Enfin, elle sait son mari peu scrupuleux et probablement pervers.
Dans la saison 2, lorsque son époux est gravement blessé lors d'un attentat à la bombe fomenté par certaines Servantes et le groupe de résistance Mayday, elle rédige des ordres se faisant passer pour son mari. Serena a aussi demandé à June de l'aider à compléter le travail de Fred pendant quelques mois alors qu'il est trop faible pour le faire lui-même. Mais dès qu'il rentre chez lui, il expulse Serena de son bureau, mécontent de constater qu'elle a enfreint un certain nombre de règles établies, comme l'interdiction faite aux femmes de lire ou d'écrire. Quand Fred découvre que Serena a imité sa signature sur un ordre de transférer temporairement un médecin, il décide d'appliquer une cérémonie de punition, où il frappe Serena en lui infligeant une fessée à coups de ceinture, June étant obligée d'y assister. Serena, semblant revenir dans le droit chemin de Gilead, rejette fermement l'offre d'amitié de June.
Fred et Serena se rendent au Canada en mission diplomatique dans la saison 2. À cette occasion, Serena est approchée par Mark, un agent américain travaillant pour le gouvernement exilé à Hawaï. Il lui propose de quitter définitivement Gilead, ce qu'elle décline, en grande partie par crainte de devenir une prisonnière politique.
Serena, petit à petit, refuse de se contenter du rôle de femme soumise et silencieuse. Sur son initiative, elle et un certain nombre d'Épouses parviennent à être auditionnées par le Conseil et proposent un amendement qui permettraient aux filles de lire la Bible, pour mieux apprendre ses préceptes. Le Conseil, qui a accepté de mauvais gré de les entendre, rejette la proposition après quelques instants. Parce que Serena a lu la Bible en leur présence pour faire valoir son point de vue, elle est sanctionnée par amputation d'un auriculaire. Fred ne présente pas la moindre objection, cette punition étant la punition officielle encourue dans le cas présent.
Cet évènement la conduit à faire le choix de laisser celle qu'elle considère comme sa fille, Nichole, quitter Gilead pour le Canada.
Dans la saison 3, Serena fait face aux conséquences de sa décision de laisser Nichole quitter Gilead. Elle et son mari parviennent à échapper au courroux de la justice en prétendant que Nichole a été enlevée par une Servante. Son désespoir la pousse a tenter de se suicider en brûlant la maison familiale.
Sa relation avec Fred s'est détériorée à tel point qu'ils passent une bonne partie de la saison à s'éviter. Elle cherche du soutien auprès de sa mère, qui reprend fermement Serena en lui rappelant qu'il n'y a pas de place à Gilead pour elle sans Fred. 
Une vidéo de Nichole avec Luke, le mari de June circule, elle arrive entre les mains de Serena, qui se retrouve désemparée à la vue de celle qu'elle considère comme sa fille. Elle organise une rencontre avec Nichole à un aéroport canadien. Elle y retrouve Mark Tuello qui supervise l'échange entre Luke et Serena. À la fin de cette rencontre, Serena retourne à Gilead, non sans avoir encore une fois décliné l'offre de Tuello de quitter Gilead pour Hawaï. Tuello dissimule dans ses affaires un téléphone portable avec lequel elle communique ensuite durant la saison.
À la suite de cette rencontre, Serena se rétracte et cherche à organiser le rapatriement de Nichole à Gilead, en se rendant à Washington et en faisant organiser des grandes prières.
Serena parvient par la suite à convaincre Fred de partir pour le Canada afin de demander directement l'extradition de Nichole pour qu'elle revienne à leurs côtés. Cependant, Serena jouait un double-jeu et avait préparé par avance avec Tuello l'arrestation de Fred, qui se retrouve entre les mains de la Cour pénale internationale (CPI) pour crimes de guerre. Serena avait reçu en échange la promesse de Tuello d'avoir des visites avec Nichole. Fred, furieux contre Serena, dévoile à Tuello les circonstances autour de la naissance de Nichole, c'est-à-dire le viol de June et Nick. Tuello établit alors un mandat d'arrêt contre Serena qui se retrouve à son tour incarcéré par la Cour pénale internationale.
Dans la saison 4, Serena est toujours détenue par la CPI et par les États-Unis. Elle et son mari se lancent dans une bataille judiciaire jusqu'à ce que Serena, après avoir effectué des analyses de sang, découvre qu'elle est enceinte de Fred. Cette nouvelle la pousse à demander soutien à Rita. Cette dernière refuse catégoriquement d'avoir un quelconque lien que ce soit avec les Waterford.
À la suite de l'arrivée de June au Canada, Serena, effrayée des conséquences que cela pourrait avoir, se ralie à contrecœur à Fred pour combattre June sur un front uni. Par ailleurs, Serena et Fred commencent à avoir de plus en plus de partisans à travers le Canada.
Les Waterfords reçoivent la visite des Putnams alors qu'ils sont en detention. Serena craint plus que tout d'être rappatriée à Gilead pour être punie apres la fin de la procédure judiciaire. Elle convainc Fred de retourner sa veste et ils conclurent un marché avec Tuello qui leur permettrait de recevoir une immunité totale pour les crimes qu'ils ont commis.
Fred Waterford
Commandant ayant de plus en plus de responsabilités, Fred Waterford est l'époux de Serena Joy Waterford, qu'il a rencontrée avant la Révolution. Haut placé mais peu scrupuleux dans son comportement, le commandant Waterford se permet plusieurs actes illégaux au regard des règles de Gilead. C'est un personnage ambitieux, calculateur, pervers, manipulateur, doué d'une grande capacité de détachement. Il est très apprécié de sa hiérarchie et des autorités de Gilead. Il sait en profiter. Lors de la saison 1, on devine qu'il aurait entretenu une liaison avec sa première servante, laquelle s'est finalement donnée la mort. Au passage, on remarque que cette liaison n'a provoqué aucune grossesse. Il est manifestement un habitué du bordel nommé Jezebel, et contraindra June à y venir avec lui. Plus tard, son épouse puis un médecin qui l'examine suggèrent tout à tour à June qu'en réalité ce pourrait être lui qui serait stérile. Lors de l'attaque à la bombe du centre Rachel & Leah par une servante, Il est très gravement blessé et reste convalescent durant une longue période. Lors de son premier voyage au Canada dans la saison 2, il sera pris à partie en public par Luke : « vous violez ma femme tous les jours ». Cependant, une fois de retour chez lui, Fred reprend ses activités habituelles. Afin d'accélérer la naissance, sur une idée de Serena, Fred viole June avec Serena la retenant, sous prétexte de commencer le travail. Fred va ensuite s'arranger avec Nick pour emmener June dans une maison vide pour une courte visite avec Hannah. Des Gardiens arrivent à l'improviste et emmènent Nick, June restant cachée dans la maison isolée. Il va alors partir à sa recherche avec son épouse, car le bébé est en jeu, mais les tensions fortes repoussées jusqu'alors se mettent en place et ils se disputent violemment.
Nick Blaine
Chauffeur personnel du commandant Fred Waterford, Nick réside dans une petite maison au sein de la propriété du couple Waterford. L'accès à ce travail lui a été proposé par un des futurs hauts responsables de Gilead, alors qu'il cherchait un emploi sans succès, avant le Coup d'Etat. Il est un employé fidèle, scrupuleux et très apprécié. Fred se considère comme redevable envers lui et lui a offert ce logement et cette fonction. Observateur, discret, un peu taciturne et solitaire, Nick est en fait un Œil (agent chargé de veiller secrètement au bon comportement des personnes et de dénoncer les fraudes aux règlements). Il va entamer une liaison avec June tout d'abord par obligation, puis va tomber amoureux d'elle. Sur ordre de Serena, ils auront un enfant ensemble, celui-ci étant considéré comme celui de Fred et Serena. Il va organiser son évasion, sans succès, puis la sauvera d'une tentative de suicide. Serena et Fred décident de lui faire obtenir une Épouse et organisent son mariage ; sans qu'il ait à donner le moindre avis. Après l'épisode de l'incendie de la maison, de la mise à mort de sa jeune épouse l'ayant trompé et tenté de fuir, et les grands troubles régnant dans la maisonnée, Nick accède à un grade de commandant mais il est nommé pour être muté au front. On comprend alors qu'il n'a pas toujours été la personne discrète et effacée que l'on a observée jusqu'à présent, et qu'il a une part d'ombre qui est inquiétante.
Moira
C'est la meilleure amie de June. Déjà engagée politiquement avant le coup d’État fondateur de Gilead, c'est elle qui met au point les tentatives d'évasion auxquelles elle persuade June de participer. Elle est lesbienne (ce qui est considéré comme une déviance intolérable par Gilead). Comme elle n'est pas stérile, elle devient une servante mais parvient à s'enfuir du centre de formation. De nouveau capturée, elle est obligée de se prostituer, sous le nom de Rubis, dans la maison close Jezebel. Ne supportant plus cette condition, elle va finalement réussir à s'échapper pour de bon au Canada où elle retrouvera Luke.
Tante Lydia
Agent de l'État Gilead chargé de gérer les Servantes, Tante Lydia est une sorte de fonctionnaire zélé, l'archétype du parfait serviteur d'un état dictatorial et totalitaire, qui y adhère sans aucune limite. Avant le coup d'État, elle était institutrice dans une école primaire, vivant seule car divorcée et manifestement sans volonté de renouveler l'expérience d'une relation amoureuse, après avoir probablement souffert de sa vie maritale et souffert aussi d'une vie privée solitaire. Toutefois, une jeune mère célibataire un peu volage provoque en elle une certaine compassion et elle l'invite chez elle. Ceci se présente plus tard à plusieurs occasions, notamment lors d'un Noel. On comprend qu'elles deviennent progressivement amies. Cette jeune femme l'avait persuadée d'oser à nouveau s'ouvrir à l'extérieur et tenter de sortir durant ses moments de liberté. À son contact, Lydia finit par s'en convaincre. Peu à peu, c'est le directeur de l'école où elle travaillait qui lui avait inspiré d'abord un grand respect puis un certain attachement. Lors d'une soirée dans un restaurant avec lui, les premiers contacts intimes avaient commencé. Mais une fois arrivés ensemble chez elle, et alors qu'ils allaient entamer leur première relation sexuelle, le directeur avait soudain interrompu leur approche et s'était déclaré encore incapable d'en arriver là pour l'instant, puis il l'avait quittée. La future Tante Lydia avait alors violemment craqué, dans une scène où elle brise de ses poings à plusieurs reprises les miroirs d'un élément de salle de bain. Tout était donc en place pour que la somme de ses frustrations et de ses rancœurs puissent s'épanouir dans le futur régime politique à venir. Lors de la survenance du coup d'état, tout commence par sa saisine des services sociaux pour faire retirer l'enfant à la garde de la jeune femme qui était son amie, Lydia usant des confidences et de la connaissance de la vie privée de cette dernière. Le directeur de l'établissement, stupéfait par cette démarche inadaptée à la situation, lui montrera discrètement sa désapprobation et lui tournera le dos sans un mot. C'est le premier pas de Lydia vers la fonction de Tante Lydia.
Ce personnage fait preuve d'une soumission totale et aveugle aux valeurs imposées par Gilead, et applique avec une ferveur absolue et machiavélique toutes les règles et contraintes à imposer aux Servantes. Habillée de gris et dotée d'une autorité très vaste, y compris parfois sur les Épouses, leur commandant de mari, et les miliciens omniprésents dans l'espace public, Tante Lydia œuvre avec un dévouement exemplaire et sans aucune restriction à la tâche qui est dévolue aux Tantes : accueillir les Servantes, les former, leur inculquer une parfaite obéissance et soumission à leur attribution, leur ôter toute velléité d'objection, les soumettre totalement à leur rôle de génitrice au service de tel ou tel couple qui leur est imposé, leur apprendre à accepter de perdre l'enfant aussitôt accouché, et renouveler une grossesse dans une autre maison, puis dans une autre. Tante Lydia possède une haute idée de la fonction qui lui est attribuée et procède avec un soin et une conviction qui l'amènent à se montrer d'une inflexibilité totale. Ses comportements peuvent atteindre un niveau de sadisme très élevé, et elle participe activement à la violence et à la perversité de la société théocratique de Gilead. C'est de manière très pernicieuse qu'elle se fait le bras armé d'un régime basé sur les écrits de la Bible, et qu'elle participe à la pérennisation d'un régime politique éminemment phallocrate et paternaliste. Elle est totalement en phase avec Gilead et son régime politique brutal. Son personnage évoque immanquablement l'activité des commissaires politiques des dictatures communistes de Russie, de Chine, du Cambodge des Khmers Rouges, ou bien du ministère de Goebbels pour les Nazis. Sans état d'âme, elle participe à l'application des traitements et des peines les plus sévères, les plus machiavéliques, jusqu'à la mort la plus cruelle s'il en est décidé ainsi. Pour elle comme pour le régime de Gilead, celles qui ont été triées comme Servantes (du fait de leur fertilité potentielle) sont des utérus fonctionnels et elles doivent être comblées par l'octroi de ce statut, qui est une bénédiction et une fonction sacrée.
L'attitude des Servantes, y compris de June, envers Tante Lydia est très variable et souvent ambigüe, selon les circonstances. Certaines sont totalement dépourvues de sens critique et totalement soumises voire enthousiastes, le lavage de cerveau infligé par le système ayant porté ses fruits. D'autres, plus susceptibles de subir des punitions, parfois graves, vont de la soumission contrainte à la contestation voire la haine, en passant par une certaine gentillesse ou bien l'abandon, ceci se produisant dans un cadre de contrainte absolue et menaçante. Un cas manifeste de désobéissance collective amènera les Servantes à subir une macabre mise en scène leur rappelant la précarité de leur vie. Certaines tenteront de l'assassiner, d'autres (dont June) d'en appeler à sa mansuétude sans grand succès. L'analogie avec les camps de concentration et le syndrome de Stockholm est complète. June passera de la résistance muette à la haine pure, puis à la compassion, à la soumission et tout un registre de sentiments et d'émotions pour cette Tante Lydia qui n'est rien d'autre que sa geôlière. Cette dernière lui fera subir une quantité de sévices importante, dont certains traitements particulièrement abjects et inhumains. Cependant, June n'en adoptera pas forcément pour autant une attitude en permanence rétive. Tante Lydia, sans se montrer complètement agressive, fondamentalement et gratuitement cruelle, reste absolument inflexible dans son service, qu'elle considère comme un sacerdoce de la plus haute importance pour Gilead et pour son dieu. Ceci l'amène donc à se comporter envers les Servantes avec la plus grande rigidité. La manipulation mentale qu'elle exerce en permanence sur les Servantes est particulièrement perverse, que ce soit lors de la phase d'enseignement que lors du suivi permanent qu'elle applique sur leurs vies. Pour autant Tante Lydia ne semble avoir aucun scrupule ni doute, même dans les cas (très fréquents) des très mauvais traitements infligés aux Servantes. En plus d'être très autoritaire, inflexible et sadique, elle montre aussi une certaine condescendance envers ces femmes traitées comme du bétail aux fins de reproduction.

## Accueil critique

### Aux États-Unis
La Servante écarlate a reçu un accueil très positif des critiques. Sur Metacritic, la série enregistre le score de 92 sur 100 sur la base de 41 critiques. La saison 1 a reçu, en date du 5 juillet 2018 la notation de 95 % d'approbation sur Rotten Tomatoes avec une note moyenne de 8,7 sur 10 sur la base de 106 critiques. La saison 2 reçoit, en date du 5 juillet 2018, la note de 95 % d'approbation sur Rotten Tomatoes avec une note moyenne de 8,4 sur 10 sur la base de 71 critiques.
« Magnifiquement produite » pour The Hollywood Reporter. « Inébranlable, vitale et terriblement effrayante » pour le New York Times. « Une adaptation bouleversante, sublimée par des prestations puissantes et une grammaire visuelle profonde », pour Variety.
Dès sa première saison, La Servante écarlate est nommée treize fois aux Emmy Awards et en remporte huit dont celui de la meilleure série dramatique et de la meilleure actrice principale dans une série dramatique. Toujours pour sa première saison, elle est également nommée trois fois aux Golden Globes et en remporte deux : celui de la meilleure série dramatique et de la meilleure performance par une actrice dans une série dramatique.
Aux Emmy Awards 2021, elle est nommée vingt-et-une fois mais n'en remporte aucun en faisant la plus grande perdante de l'histoire de la cérémonie.

### France
En France, la série fait la une de La Septième Obsession, considérée par le magazine comme « l'une des œuvres les plus immenses produites au XXIe siècle », en janvier 2019,. Le showrunner Bruce Miller y revient dans un entretien sur la fabrication de la série.

## Distinctions

### Récompenses
- Television Critics Association Awards 2017[39] :
  - Émission de l'année
  - Meilleure série dramatique
- Primetime Emmy Awards 2017[40] :
  - Meilleure série dramatique
  - Meilleure actrice dans une série télévisée dramatique pour Elisabeth Moss
  - Meilleure actrice dans un second rôle dans une série télévisée dramatique pour Ann Dowd
  - Meilleure réalisation pour une série télévisée dramatique : Reed Morano pour l'épisode Defred
  - Meilleur scénario pour une série télévisée dramatique : Bruce Miller pour l'épisode Defred
- Creative Arts Emmy Awards 2017[40] :
  - Meilleure actrice invitée dans une série télévisée dramatique pour Alexis Bledel
  - Meilleure direction artistique pour une série à caméra unique : Colin Watkinson pour l'épisode Defred
  - Meilleurs décors dans un programme contemporain ou de fantasy (une heure ou plus) pour l'épisode Defred
- Golden Globes Awards 2018[41],[42] :
  - Meilleure série dramatique
  - Meilleure actrice dans une série dramatique pour Elisabeth Moss
- Satellite Awards 2018[43] :
  - Meilleure actrice dans une série télévisée dramatique pour Elisabeth Moss
  - Meilleure actrice dans un second rôle dans une série télévisée pour Ann Dowd
- Creative Arts Emmy Awards 2018 :
  - Meilleure actrice invitée dans une série télévisée dramatique pour Samira Wiley

### Nominations
- Television Critics Association Awards 2017[39] :
  - Meilleure nouvelle série
  - Meilleure interprétation dans une série dramatique pour Elisabeth Moss
- Primetime Emmy Awards 2017[40] :
  - Meilleure actrice dans un second rôle dans une série télévisée dramatique pour Samira Wiley
  - Meilleure réalisation pour une série télévisée dramatique : Kate Dennis pour l'épisode The Bridge
- Creative Arts Emmy Awards 2017[40] :
  - Meilleur casting pour une série télévisée dramatique
  - Meilleurs costumes pour une série historique ou fantasy
  - Meilleurs effets visuels secondaires pour l'épisode Birth Day
- Golden Globes Awards 2018[42] :
  - Meilleure actrice dans un second rôle dans une série, une mini-série ou un téléfilm pour Ann Dowd
- Satellite Awards 2018[43] :
  - Meilleure série télévisée dramatique
- Primetime Emmy Awards 2018 :
  - Meilleure série dramatique
  - Meilleure actrice dans une série télévisée dramatique pour Elisabeth Moss
  - Meilleure actrice dans un second rôle dans une série télévisée dramatique pour Ann Dowd
  - Meilleure actrice dans un second rôle dans une série télévisée dramatique pour Alexis Bledel
  - Meilleure actrice dans un second rôle dans une série télévisée dramatique pour Yvonne Strahovski
  - Meilleur acteur dans un second rôle dans une série télévisée dramatique pour Joseph Fiennes
  - Meilleure réalisation pour Kari Skogland pour l'épisode L'Après
  - Meilleur scénario pour Bruce Miller pour l'épisode June
- Golden Globes 2019[44] :
  - Meilleure actrice dans une série dramatique pour Elisabeth Moss
  - Meilleure actrice dans un second rôle dans une série, une mini-série ou un téléfilm pour Yvonne Strahovski
- Satellite Awards 2019[45] :
  - Meilleure série télévisée dramatique
  - Meilleure actrice dans une série télévisée dramatique pour Elisabeth Moss
- Emmy Awards 2021[46]:
  - Meilleure composition musicale pour une série
  - Meilleurs maquillages pour une série - Non-prothésique
  - Meilleurs costumes pour une série fantaisiste ou de science-fiction
  - Meilleure coiffure contemporaine
  - Meilleure écriture pour une série dramatique
  - Meilleur montage d'images pour une série dramatique à caméra unique
  - Meilleur mixage du son pour une série dramatique ou une comédie
  - Meilleure réalisation pour une série dramatique
  - Meilleure série dramatique
  - Meilleur casting pour une série dramatique
  - Meilleure actrice invitée dans une série dramatique pour McKenna Grace dans le rôle d’Esther Keyes
  - Meilleure conception pour un programme narratif contemporain
  - Meilleure actrice invitée dans une série dramatique pour Alexis Bledel dans le rôle d'Emily
  - Meilleure actrice secondaire dans une série dramatique pour Samira Wiley dans le rôle de Moira
  - Meilleure actrice secondaire dans une série dramatique pour Yvonne Strahovski dans le rôle de Serena Joy
  - Meilleure actrice secondaire dans une série dramatique pour Ann Dowd dans le rôle de Tante Lydia
  - Meilleure actrice secondaire dans une série dramatique pour Madeline Brewer dans le rôle de Janine
  - Meilleur acteur secondaire dans une série dramatique pour Bradley Whitford dans le rôle de Joseph Lawrence
  - Meilleur acteur secondaire dans une série dramatique pour Max Minghella dans le rôle de Nick Blaine
  - Meilleur acteur secondaire dans une série dramatique pour O-T Fagbenle dans le rôle de Luke
  - Meilleure actrice principale dans une série dramatique pour Elisabeth Moss dans le rôle de June Osborn

## Postérité
Aux États-Unis :
- À partir de 2017, la tenue rouge des servantes écarlates et la citation Nolite te bastardes carborundorum deviennent des symboles fréquemment utilisés lors de manifestations contre la politique de Donald Trump[47],[48],[49].
- La série est citée par Hillary Clinton lors d'un discours[50]
- Manifestation contre les lois anti-avortement[51], avec une reprise du procédé en Irlande comme en Argentine[52].

France :
- Au Blanc (Indre), les membres du comité de Défense de la maternité habillées en servantes écarlates pour dénoncer « la violence qui est faite aux femmes » privées de maternité[53],[54].

### Revue de presse
- Cédric Melon, « Le retour des servantes écarlates », Télécâble Sat Hebdo no 1459, SETC, Saint-Cloud, 16 avril 2018, p. 11,  (ISSN 1630-6511)